# Brachyphaea vulpina
Brachyphaea vulpina är en spindelart som beskrevs av Simon 1896. Brachyphaea vulpina ingår i släktet Brachyphaea och familjen flinkspindlar.
Artens utbredningsområde är Moçambique. Inga underarter finns listade.